# Provinz Abra
Koordinaten: 17° 36′ N, 120° 42′ O
Abra ist eine Inlandsprovinz in der Administrativen Region Cordillera auf den Philippinen. Die Einwohnerzahl beträgt 241.160 Einwohner (Zensus 1. August 2015) die in 27 Gemeinden leben. Der Hauptstadt der Provinz ist Bangued.

## Geographie
Abra liegt im nordwestlichen Teil der Cordillera Central, dem nördlichsten Gebirge der Insel Luzon. Ihre Nachbarprovinzen sind Ilocos Norte im Norden, Ilocos Sur im Westen, der Mountain Province im Südosten, Kalinga und Apayao im Osten. Der größte Fluss ist der Abra, seine Quelle liegt am Mount Data in der Provinz Benguet. Im Westen der Provinz liegt der Cassamata-Hill-Nationalpark.

## Geschichte
Die Provinz wurde 1846 gegründet von der spanischen Kolonialverwaltung als ein militärischer Verwaltungsbezirk und war zuvor ein Teil der Provinz Ilocos Sur. Nach der Philippinischen Revolution wurde am 29. August 1901 die erste zivile Verwaltung von der nun amerikanischen Kolonialverwaltung installiert. Im Februar 1905 wurde die Provinz wieder eine Teilprovinz der Provinz Ilocos Sur, bevor Abra im März 1917 endgültig wieder eine eigenständige Provinz wurde.

## Stadtgemeinden
| - Bangued - Boliney - Bucay - Bucloc - Daguioman - Danglas - Dolores - La Paz - Lacub | - Lagangilang - Lagayan - Langiden - Licuan-Baay - Luba - Malibcong - Manabo - Peñarrubia - Pidigan | - Pilar - Sallapadan - San Isidro - San Juan - San Quintin - Tayum - Tineg - Tubo - Villaviciosa |